# Grand magasin Stockmann
Le Grand magasin Stockmann (en finnois : Stockmannin Helsingin keskustan tavaratalo) est situé dans la zone délimitée par Mannerheimintie, Aleksanterinkatu, Keskuskatu et Pohjoisesplanadi, dans le quartier Kluuvi d'Helsinki, en Finlande. C'est un bâtiment commercial et un grand magasin culturel. C'est l'un des nombreux grands magasins appartenant à la société Stockmann. C'est aussi, le plus grand magasin des pays nordiques en termes de surface et de chiffre d'affaires total. En même temps, c'est également l'établissement le plus rentable, le plus visible et le plus productif de tout le groupe Stockmann. Le magasin est connu pour avoir toutes les marques de luxe internationalement reconnues, et Stockmann a la réputation d'être le premier grand magasin haut de gamme en Finlande. Le département Stockmannin Herkku, situé au sous-sol, est réputé pour la qualité et le choix de ses produits alimentaires. Le logo Stockmann représente un ensemble d'escaliers mécaniques dont on croit à tort qu'ils représentent les premiers escaliers mécaniques construits en Finlande. Les premiers escaliers mécaniques en Finlande ont été installés dans le grand magasin Forum à Turku, en 1926. Le bâtiment a été construit dans le cadre d'un concours de design général sur la base du projet ayant attribué le deuxième prix à Sigurd Frosterus, un architecte finlandais. La construction commence avec un premier bâtiment puis le grand magasin est construit au milieu des années 1920, sur quatre étages. Les huit derniers étages ont été achevés en 1930.

## Présentation
Le magasin occupe entièrement l'îlot urbain délimité par les rues Mannerheimintie, Aleksanterinkatu, Keskuskatu et Pohjoisesplanadi.
Le magasin Stockmann, fondé en 1862, est le plus grand d'Europe du Nord et le sixième en Europe. Rénové à plusieurs reprises depuis 1930, il a été agrandi en 2010 pour atteindre une surface de 50 000 m2, ce qui en fait le cinquième plus grand magasin d'Europe.

## Histoire

### Les débuts
Le grand magasin Stockmann voit le jour en 1858, lorsque Adolf Törngren, un industriel, décide de créer un magasin de vente, à Helsinki, des produits de la verrerie de Nuutjärvi.
Le comptable et trésorier de l'usine de verre, Heinrich Georg Franz Stockmann, alors citoyen allemand, est nommé directeur du magasin. Le magasin vendait à l'époque de la verrerie, des articles ménagers, de la quincaillerie et des tissus de coton.
Le 18 avril 1860, G.F. Stockmann devient citoyen finlandais.
En 1862, Törggren propose de vendre l'entreprise d'Helsinki à Stockmann. Il lui donne le capital nécessaire d'environ 10 000 roubles et le magasin est ensuite renommé GF Stockmann. En novembre 1880, le magasin est déplacé le long de la place du Sénat, à l'angle des rues Unioninkatu et Aleksanterinkatu, dans la maison Lampa. Initialement, les locaux du magasin sont situés au premier étage et le troisième étage sert de bureaux et entrepôt.
Douze employés y travaillent : huit dans les départements verre, fer, porcelaine et tissus, et quatre autres dans d'autres secteurs. Au début du XXe siècle, l'entreprise s'est développée et le magasin est polyvalent. En 1919, Stockman devient une société à responsabilité limitée. Au cours du changement, la société acquiert quatre grands magasins bien connus à Helsinki et les anciens propriétaires de la société déménagent au siège social du grand magasin. À la suite des acquisitions, l'entreprise se diversifie entre ses différents établissements, ce qui rend nécessaire la construction d'un grand complexe.

### La construction du grand magasin

#### Achat des parcelles
La maison de commerce Stockmann, fondée en 1862, est maintenant un magasin polyvalent. Elle a des bureaux et des magasins autour d'Helsinki.
Les frères Karl et Frans Stockmann réalisent que la place du Sénat et la place du marché accueillent de plus en plus des immeubles de bureaux, tandis que le centre-ville se déplace vers l'ouest.
Au début des années 1910, Stockmann commence à acheter systématiquement les locaux de l'îlot urbain Gaselli (au no 95). En juin, Stockmann a acquis la totalité des actions de A / B City pour un montant de 1 400 000 marks finlandais. La société possède alors 2 270 m2 à l'angle du carrefour d'Aleksanterinkatu et de Mannerheimintie. Sur la parcelle se trouve une maison d'angle, de deux étages avec la pharmacie de l'université et un magasin de fourniture,. Durant l'été 1915, achète un terrain d'une valeur de 835 000 marks finlandais situé le long de la route Mannerheimintie, à côté de la maison précédente. La superficie est de 1 980 m2, c'est une maison en pierre de trois étages construite en 1866.

#### Conception du grand magasin

Plan original de la rue Keskuskatu dans les annees 1910. Plus tard Keskuskatu est construite comme prolongement de la rue Hakasalmenkatu (tracé en rouge). La Keskuskatu coupait en deux l'îlot de Gaselli numéro 95.

La voie Mannerheimintie a été conçue dans l'esprit de l'époque : l'objectif était de créer une grande ville continentale avec des tours, des grands parcs, des immeubles à étages et des boutiques. Le rêve de vendre des marchandises utiles et centralisées à un endroit est venu de Paris, idée qui s'est répandue partout dans le monde des biens de consommation et de la culture où la classe au pouvoir d'achat gagne du terrain.
En 1915, Stockmann organise un concours pour obtenir des plans de la rue Aleksanterinkatu et du grand magasin de Mannerheimintie. Le nouveau grand magasin devait, à l'origine, n'avoir que deux étages, mais les structures devaient être si fortes que l'ensemble pourrait, plus tard, être étendu en un bâtiment de six étages. La façade recherchée doit être simple et digne, construite en briques. De nombreux architectes avaient déjà participé à la construction du premier grand magasin du pays, qui était également situé au centre. Le concours est arrêté en mars 1916 et 28 propositions sont soumises. Le jury est composé des frères Karl et Frans Stockman et des architectes Emil Fabritius (fi) et Oscar Bomanson. Le premier prix est remporté par Valter et Ivar Thomé (fi), le deuxième prix par Sigurd Frosterus et le troisième prix par Eliel Saarinen.
Selon les conditions du concours, les participants n'étaient en compétition que pour les prix et non pas pour le travail final. En 1917, Sigurd Frosterus, le second prix, est chargé d'élaborer les plans définitifs du grand magasin. Les frères Thomé, qui avaient gagné le concours, avaient été tués pendant la guerre civile de 1918 par les Rouges alors qu'ils tentaient de rejoindre la garde blanche. La construction devait commencer à l'automne de 1919. Les nouveaux plans de Frosterus sont prêts à la fin de 1917, et selon les dessins, un modèle de plâtre est produit au magasin. La guerre civile et la récession retardent le projet. À l'automne 1919, Stockmann achète une nouvelle parcelle de terrain appartenant à Argos, située à l'angle de l'Esplanade Nord et de Mannerheimintie. La superficie de la parcelle est de 1 466 m2 et le prix est de 4 050 000 marks finlandais. Après avoir acheté Argos, Stockmann possède toute la partie située entre l'Esplanade Nord (Pohjoisesplanadi), Mannerheiminti et Aleksanterinkatu.
Vers la fin des années 1910, il était prévu de poursuivre l'extension de la rue Hakasalmenkatu. À l'origine, l'extension de rue était prévue à partir de l'est, mais finalement il est décidé de construire l'extension de la rue directement à partir de Hakasalmenkatu. Dans la zone, se trouve une maison de trois étages avec un café. Elle est partiellement démolie, à l'été 1917. En 1920, Stockmann achète le terrain qui se trouve sur le côté ouest de la rue, pour 3,75 millions de marks finlandais. La superficie de la parcelle est de 1 343 m2. Dans le contrat de vente, conclu avec la ville d'Helsinki, il est également convenu que Stockmann dispose d'un droit de propriété permanent et la possibilité d'utiliser l'espace souterrain gratuitement.
Au début des années 1920, Frosterus est obligé de revoir les plans de l'édifice, en partie parce que Stockmann avait acheté la maison Argos, et également du fait que la place centrale avait été étendue d'Aleksanterinkatu à la rue l'Esplanade Nord.
Les nouveaux plans de Frosterus comprennent un hall central rond et une tour de 70 mètres de haut et de 17 étages. La tour n'est pas incluse dans les plans finaux.

#### Magasin temporaire

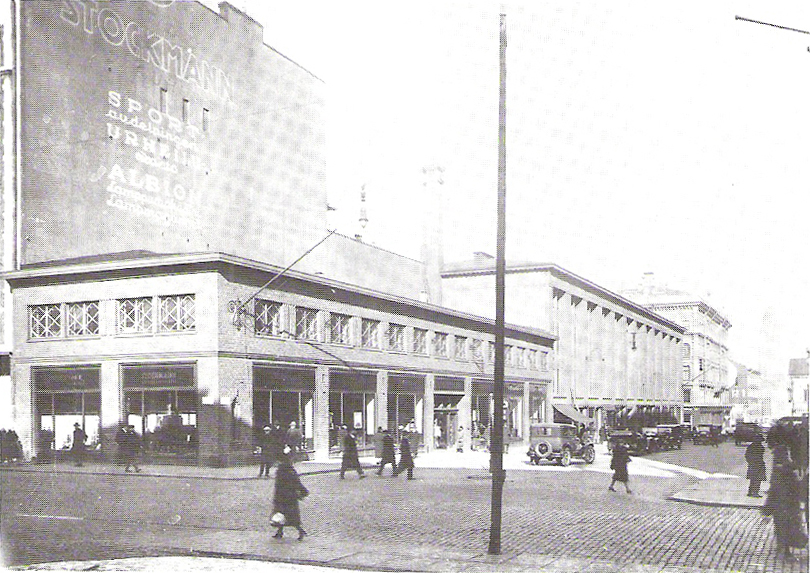
Le magasin temporaire, sur deux étages (1921).

En raison des conditions économiques incertaines, Stockmann décide de construire son grand magasin par étapes. En 1921, à l'angle de l'esplanade Nord et de la place Keskuskadun, est construite une base en brique de deux étages. Ainsi, il dispose de 10 000 mètres cubes d'entrepôts. Le bâtiment dessiné par Frosterus était destiné à être une solution temporaire, mais il est resté en place pendant de nombreuses décennies,. Les structures du bâtiment sont si fortes qu'il pourrait être agrandi plus à six étages. En février 1922, le département sportif de Stockmann et le magasin de verrerie, s'installent dans le bâtiment.

#### Première phase
Il est décidé de construire la première partie du grand magasin au coin de Keskuskadu et Aleksanterinkatu. Au début, il était prévu de construire un petit bâtiment de seulement trois étages. Cependant, l'affaire est à nouveau considérée et finalement il est décidé de construire un plus grand bâtiment de quatre étages. La façade donnant sur la rue centrale serait de 57 mètres et la façade de 21 mètres de large à Aleksanterinkatu.
Les travaux de construction débutent au printemps 1925. L'entrepreneur principal est Oy Constructor Ab. Le volume du bâtiment était d'environ 25 000 mètres cubes et la surface de plancher était d'environ 4 800 mètres carrés,. Des briques sont utilisées sur la façade, qui ont été moulées à la fabrique de brique de Santamäki. La pierre est faite de granit noir importé de Hyvinkää. Le ciment est acheté à Parainen et à Lohja. Le travail de menuiserie du bâtiment est fait par Keravan Puuteollisuus Oy. La première étape du grand magasin, le « bâtiment de la ville », est achevée en avril 1926. En plus des quatre étages terrestres, une partie du sous-sol, d'environ 2 000 mètres carrés est construite sous la rue centrale. Il n'y avait pas encore d'ascenseur à ce stade du bâtiment. Le département des fournitures de logement est déplacé à l'étage le plus bas du bâtiment. Au dernier étage se trouvent des vêtements de sport, des articles de voyage, des articles en cuir, des tapis, des rideaux et des meubles, des lits de fer et des landaus. La verrerie, qui a également opéré dans le bâtiment temporaire adjacent pendant quatre ans, a déménagé dans de nouveaux locaux et a été remplacée par le département automobile de Stockman. Les propres services de Stockmann ne remplissent pas tout le grand magasin, et ainsi des quantités considérables de surface de plancher sont louées.

#### Deuxième phase

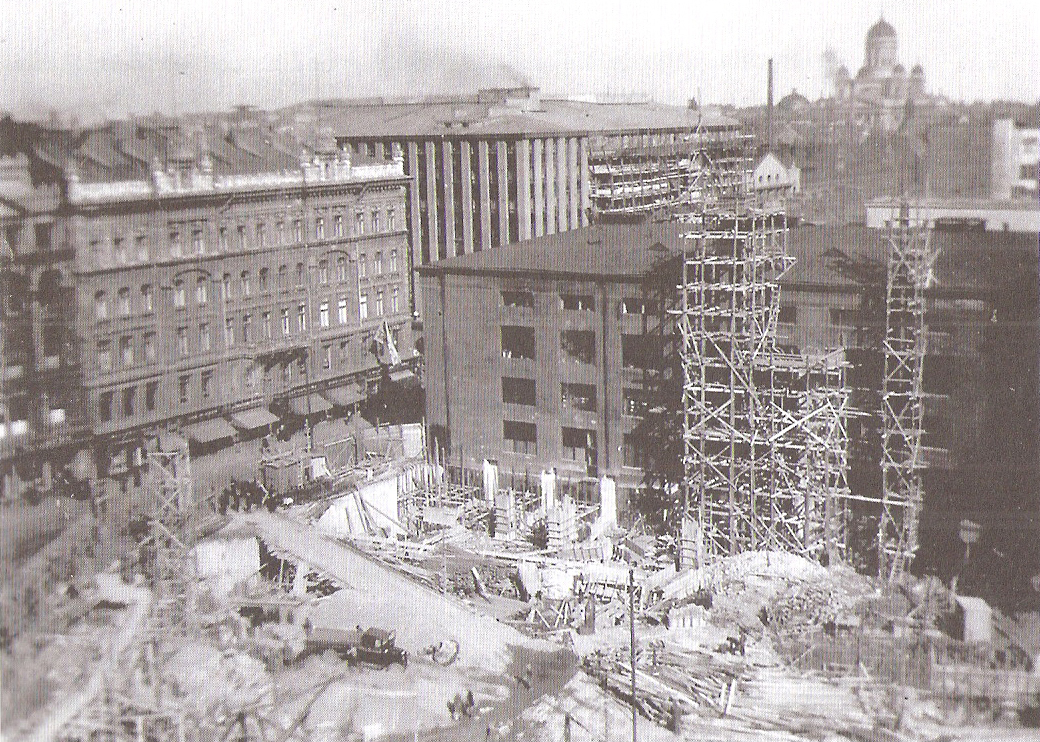
Début de la deuxième phase.

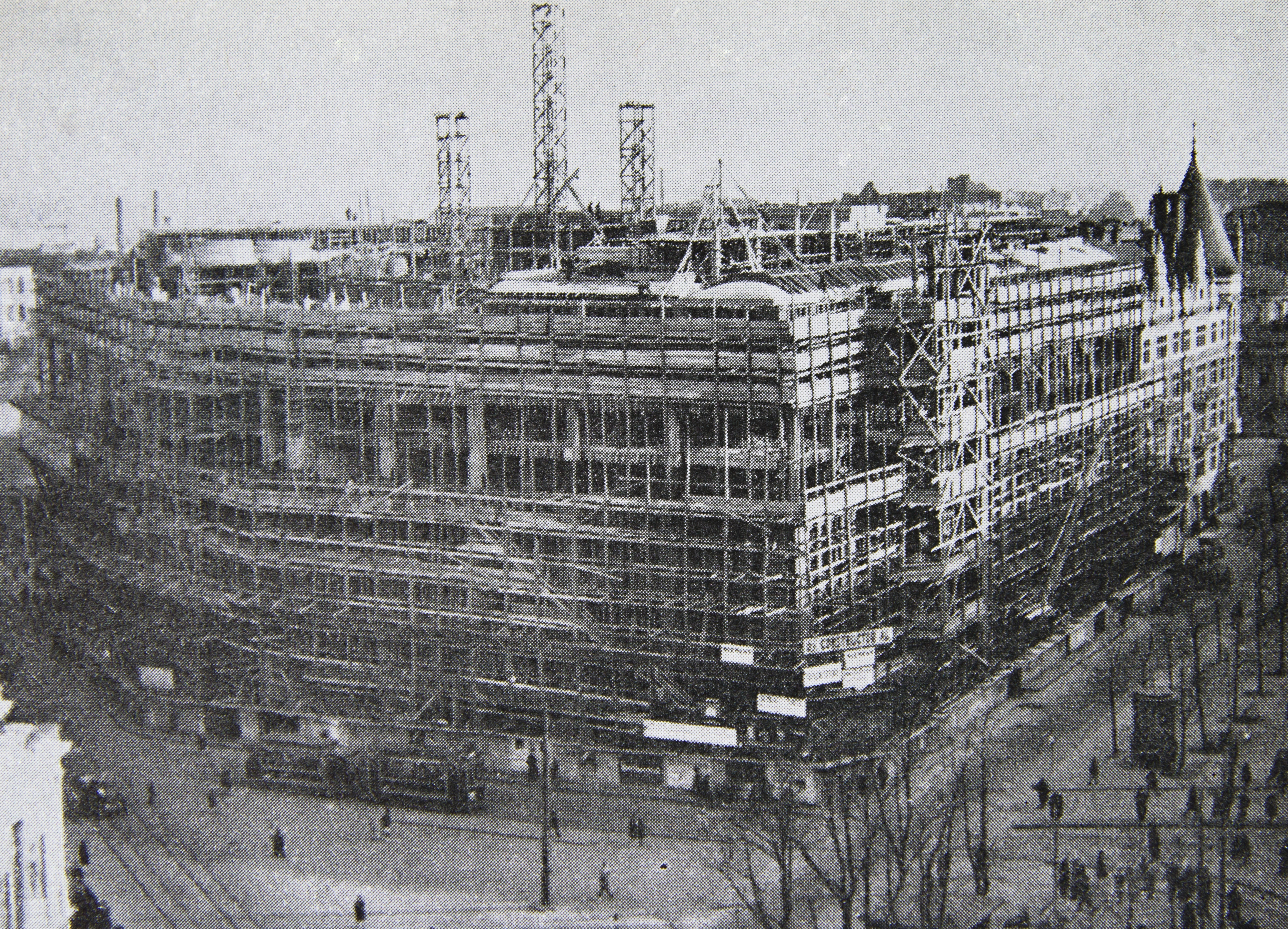
L'agrandissement du magasin (deuxième phase) en 1928.

Avant les travaux de construction, de nombreux changements importants ont été apportés aux plans approuvés en 1923. Par exemple, deux entrées étaient initialement prévues à Aleksanterinkatu, mais dans les plans définitifs, elles ont été fusionnées dans l'un des halls d'entrée principaux. La construction de la deuxième partie du grand magasin est reportée de quelques années, car la direction de l'entreprise avait décidé d'attendre une construction plus favorable et de l'argent moins cher. Enfin, en janvier 1928, la société contracte un emprunt obligataire de 30 millions de marks finlandais pour l'extension du grand magasin<. Par la suite, le directeur général de l'entreprise, architecte de grands magasins et ingénieur, se rend dans une trentaine de grands magasins à travers l'Europe. Ceci afin d'obtenir des influences et des idées pour le futur grand magasin. Le but est de ne pas être taxé d'avoir imité et que le futur grand magasin montre les traditions historiques.
À l'été 1928, de vieux immeubles sont démolis au coin de Mannerheimintie et Aleksanterinkatu, et l'extension du magasin commence. La maison d'Argos et le premier bâtiment avec sous-sol de deux étages sont décalés afin d'économiser pour l'expansion ultérieure.
Le grand magasin de quatre étages construit trois ans plus tôt est porté à huit étages. La première façade peut encore être vue du fait que les couleurs des briques deviennent légèrement plus sombres entre les quatrième et cinquième étages. Les quatre premiers étages du grand magasin devaient être réservés à la vente et les deux étages supérieurs devaient être loués à des entrepreneurs qui compléteraient le grand magasin. Aux septième et huitième étages, les bureaux et les entrepôts de Stockmann, ainsi qu'une succursale, une salle à manger pour le personnel et un grand restaurant sont créés. La surface de plancher du magasin doit augmenter de 15 912 mètres carrés à 27 000 mètres carrés. Le montant du contrat est légèrement supérieur à 40 millions de marks finlandais.
L'hiver favorable contribue à la construction du grand magasin et, le 29 novembre 1929, c'est la tradition du bouquet final. En avril 1930, le bâtiment est prêt. Une cheminée plaquée d'argent est construite sur le toit du grand magasin, plus tard entouré d'une pile de verre publicitaire. À partir de l'été, les divers départements déménagent l'un après l'autre, de la place du Sénat vers les nouveaux locaux commerciaux. Le public curieux était parfois invité à voir les progrès du travail de décoration intérieure.

### Lancement du Grand magasin

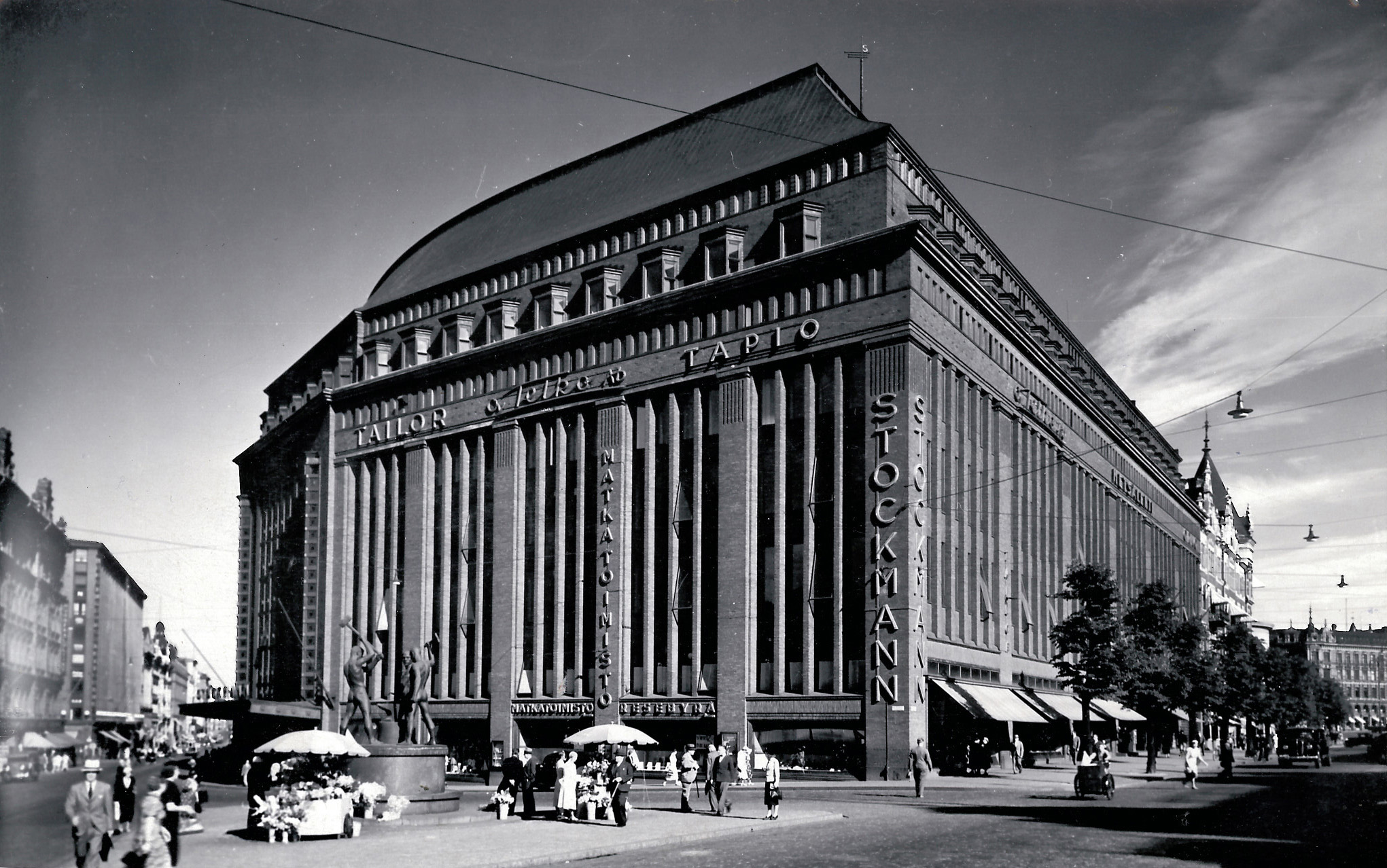
Façade du Grand magasin Stockmann, en 1938.

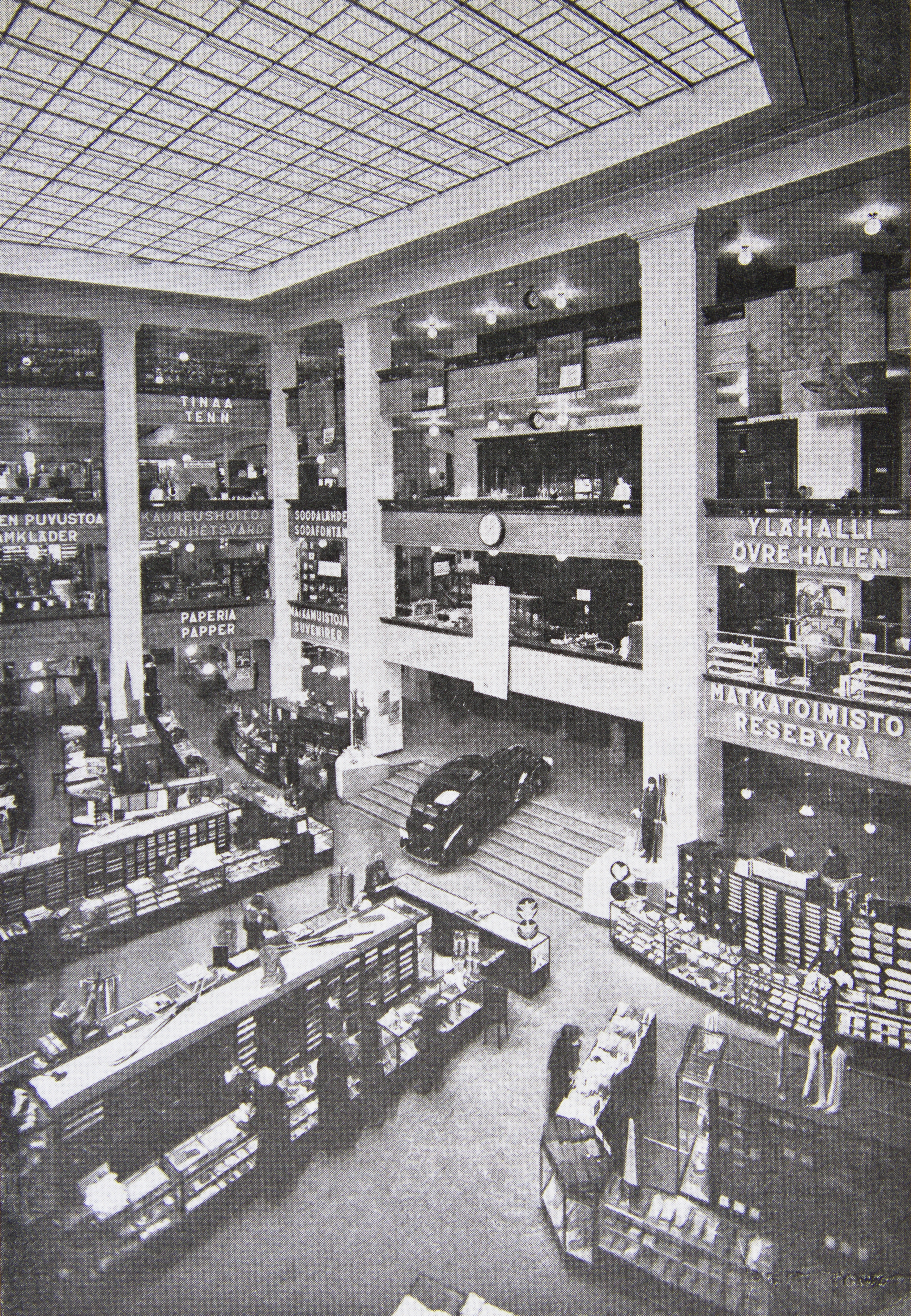
Hall du Grand magasin Stockmann (années 1930).

Le 24 novembre 1930, la nouvelle entreprise est prête à entrer en service. Le design intérieur du grand magasin, l'équipement technique et surtout les marchandises, représentent la toute dernière mode et le grand magasin est considéré comme le symbole de la vie urbaine européenne.
La superficie totale du bâtiment est d'environ 38 000 mètres carrés, dont 5 000 sont loués à d'autres entreprises. Sous le sous-sol se trouvent des caves de stockage spacieuses, qui se poursuivent sous la rue centrale. Le grand magasin a également sa propre centrale électrique, dont la puissance est assez élevée pour alimenter une petite ville.
Le Grand magasin de Stockmann est immédiatement reconnu comme l'un des monuments de la capitale de la nouvelle République finlandaise et le bâtiment présente même de nouvelles technologies telles que les escaliers mécaniques, les paternosters et les extincteurs automatiques à eau (sprinklers). Le grand magasin est présenté comme une machine géante qui a été rénovée avec la dernière technologie. Cela donne du mystère au bâtiment pour une nouvelle ère. Les périodiques voient dans la construction du grand magasin un jalon important dans l'histoire d'Helsinki. L'architecte Bertel Jung compare le grand magasin à la mairie : c'est l'un des symboles de la culture urbaine. Avec ce bâtiment, Helsinki a un centre-ville construit dans un bloc de construction solidement conçu et uniforme,,.
Les départements des grands magasins sont placés avantageusement en fonction de leurs ventes. Les marchandises bon marché sont vendues aux premier et deuxième étages, car elles attirent le plus grand flux de clients, tandis que les articles spéciaux et plus chers sont placés dans les étages supérieurs. Il y a également des boutiques qui prennent de l'espace, mais avec un pourcentage de ventes relativement faible par rapport à la surface de plancher. Les boutiques dont les produits sont à la mode sont placées à proximité. Le comité de design d'intérieur est composé de professionnels responsables de la décoration du magasin. Les voyages d'étude dans les grands magasins européens ont permis de rassembler des informations sur les expositions peu encombrantes et c'est selon leurs modèles que les produits de vente de Stockmann sont mis en avant. Le client peut, sans l'aide du vendeur, découvrir les produits et se préparer à un éventuel achat.

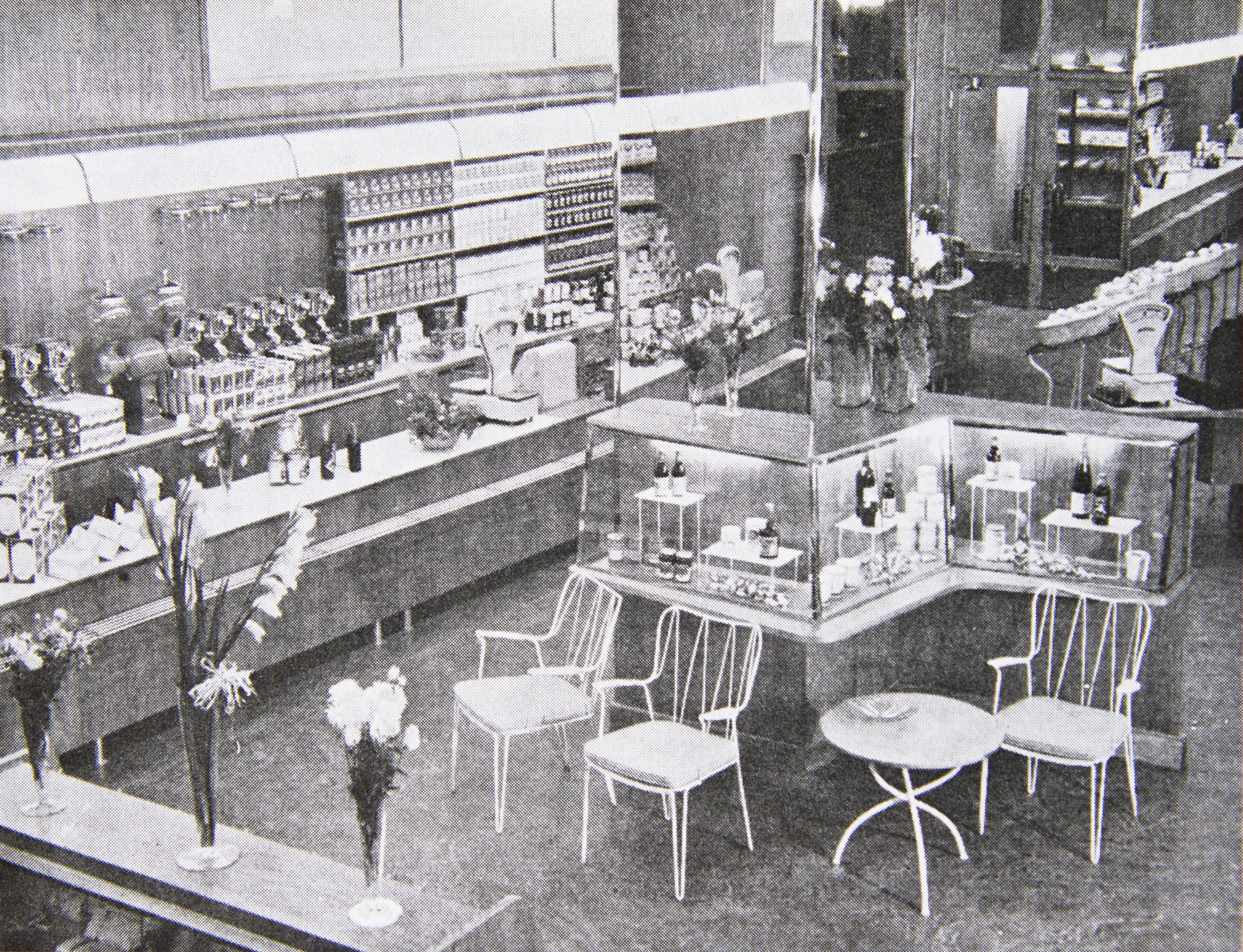
Boutique du Grand magasin.

Des événements, mannequins et semaines spéciales font partie du programme depuis les premières années. La combinaison des influences nationales et internationales sont caractéristiques de l'entreprise. L'élitisme a été évité parce que le grand magasin est immédiatement identifié comme un lieu d'achat pour toute la nation. Aux yeux du public, l'image que lui donne Stockmann est qu'il est capable d'acheter tout ce dont il a besoin. Les vendeurs, élégants et corrects, de Stockmann sont devenus le symbole de la maison.
Pour attirer les clients, le grand magasin offre différentes formes de service. Beaucoup y viennent déjeuner, écrire des lettres, rencontrer des amis ou passer du temps à se promener dans les différents rayons. En même temps, il est tout à fait possible qu'une partie des produits proposés par la maison suscitent le désir d'achat des visiteurs. À chaque étage, il y a un service spécial disponible : au rez-de-chaussée, les chaussures sont nettoyées et les vêtements conservés et, à côté du hall d'entrée principal, les visiteurs peuvent laisser leurs chiens. Dès les premier et deuxième étages, Stockmann propose des offres bancaires et de voyage. Au troisième étage, les visiteurs peuvent appeler en ville ou consommer du soda. Les magasins spéciaux proposent également l'accueil de tapis, de skis, de fourrures et d'autres vêtements d'hiver pour qu'ils soient entreposés ou réparés l'été. Cependant, ces formes de services ne sont pas économiquement rentables et ils ont été progressivement supprimés ou remplacés pour faire des économies. De nouveaux services sont introduits tous les deux ans. En 1934, par exemple, une machine à rayons X, un podoscope, est acheté pour le département de la chaussure : il permet de montrer l'emplacement du pied dans la chaussure,.

### Périodes de guerre

#### La guerre d'Hiver

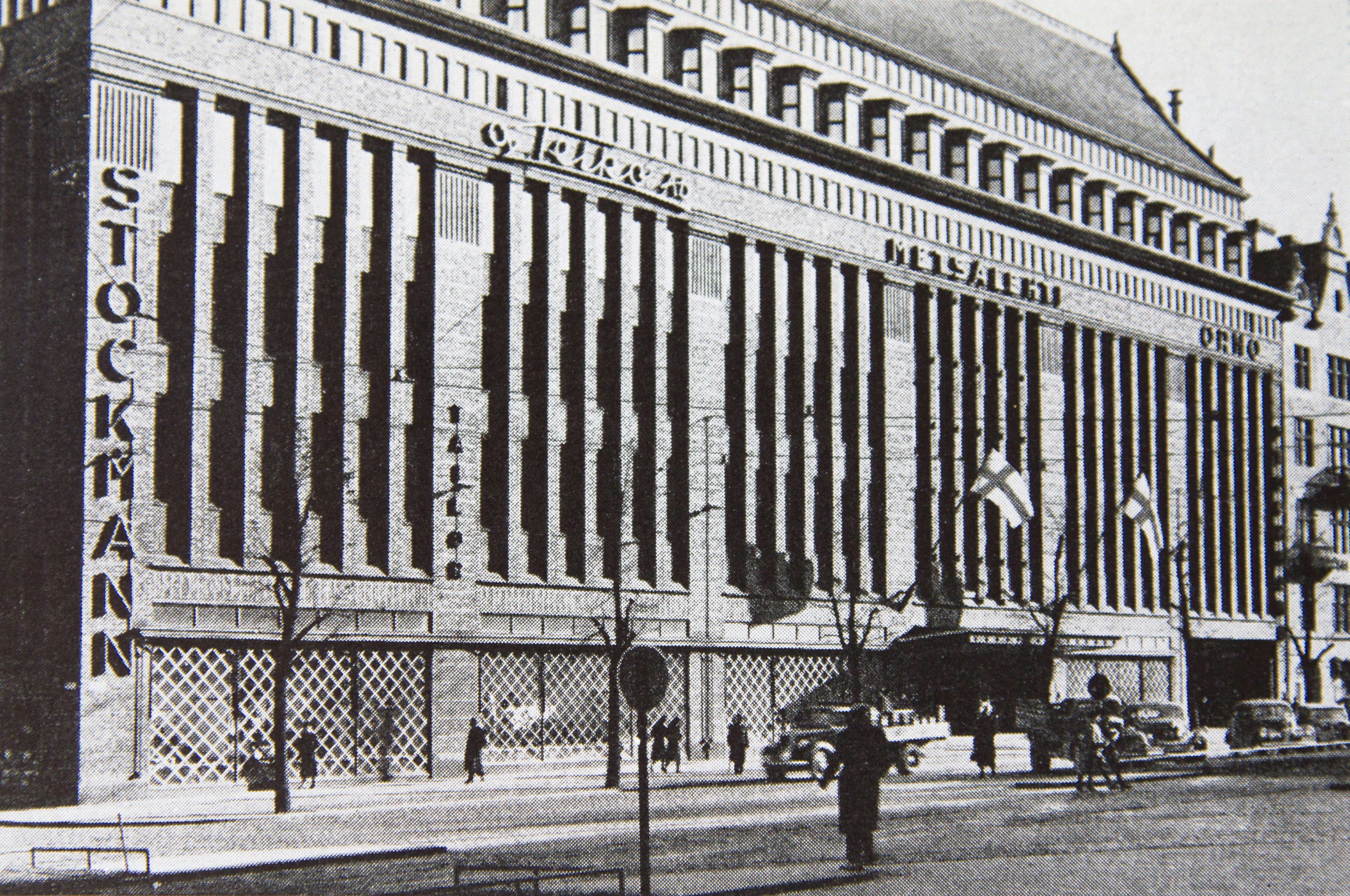
Le Grand magasin avec ses vitrines renforcées.

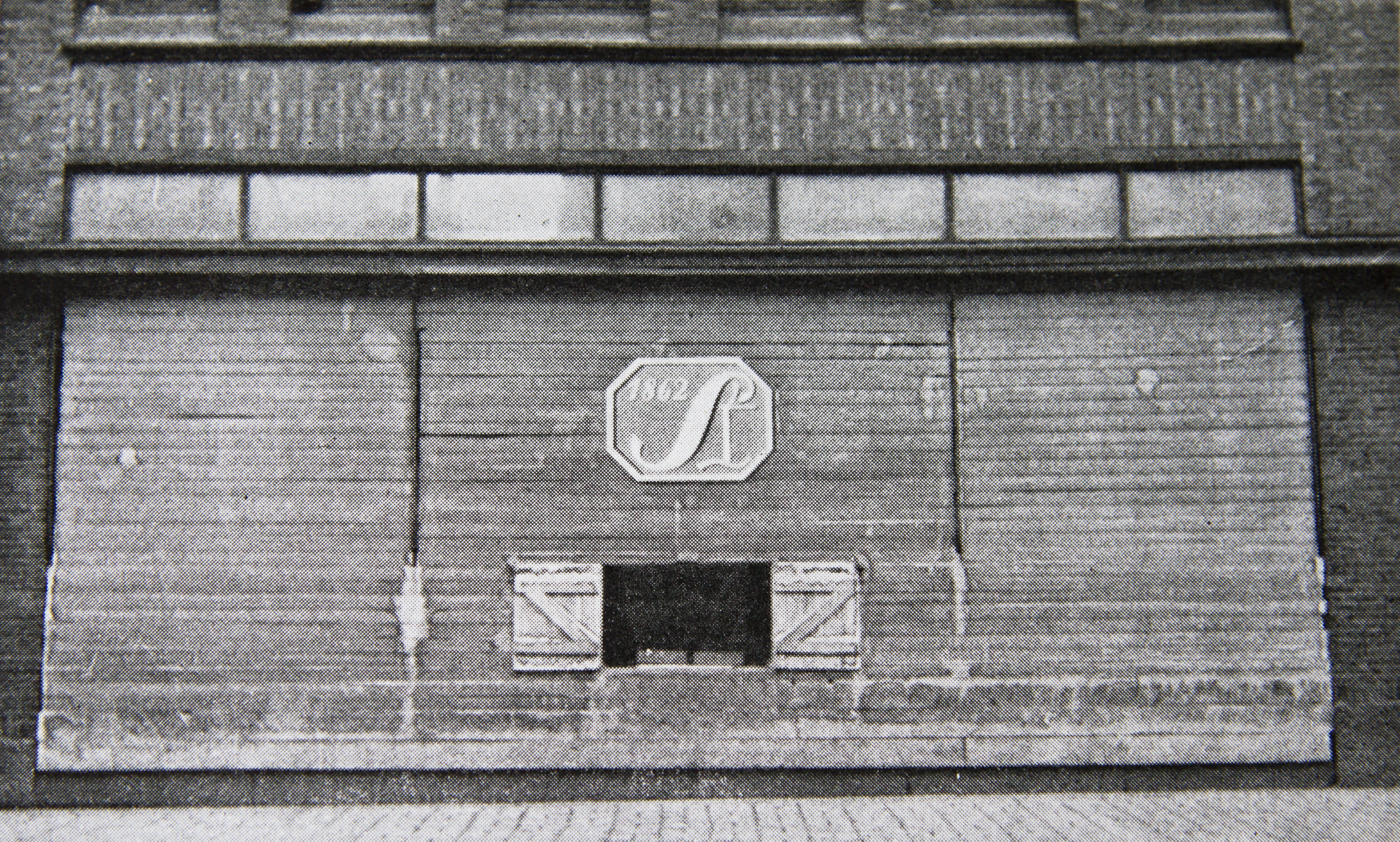
Une vitrine protégées par une palissade.

À la fin de novembre 1939, la guerre d'Hiver commence. Les autorités demandent aux grossistes de rationner leurs ventes. Le marché libre s'arrête et l'essence manque, ce qui fait que les vendeurs doivent laisser leur voiture au garage.
Les appels aux exercices d'entraînement militaire (en) commencent. Dès le début, Stockmann et une cinquantaine de membres du personnel sont impliqués et quittent pour un moment leurs ventes, bureaux ou magasin. En quelques semaines, le nombre de membres du personnel à être appelé au service militaire double. Les colis et les camions de l'entreprise doivent être remis aux Forces de défense. En outre, de nombreux articles tels que des vêtements, des couverts et des brosses à dents sont réquisitionnés. La machine à rayons X, du département des chaussures, où les clients avaient pu regarder leurs pieds dans de nouvelles chaussures, est également confisquée. Les militaires soviétiques s'en servent dans la transmission des colis postaux.
Les autorités conseillent de protéger les vitrines pour éviter la casse. Le grand magasin est plutôt bien préparé pour les alertes futures. Entre autres choses, déjà en 1931, certains masques à gaz avaient été inclus dans les produits, même si les ventes ne marchaient pas. Une partie des grandes caves du grand magasin est consacrée à la protection de la population et est le premier abri anti-aérien régulier pour les habitants d'Helsinki. Partout dans les locaux commerciaux et dans les escaliers, il y a des panneaux qui indiquent le chemin pour se mettre à l'abri. Les trois derniers étages du grand magasin sont vidés.
Pendant la guerre, la moitié environ des départements du grand magasin cessent de fonctionner. Les bombes détruisent des maisons et personne n'achète plus de meubles, de tapis, ou d'autres aménagements intérieurs. Les ventes de jouets et de produits de luxe sont également en chute. Au lieu de cela, les clients achètent beaucoup de vêtements blancs qui les protègent lorsqu'ils sont en terrain découvert.
Après les premiers bombardements, les vitrines du grand magasin sont cachées derrière des palissades de bois qui, plus tard, créent de petites pénuries. Le nombre de publicités est considérablement réduit. La direction du personnel remarque que la meilleure publicité est la précaution prise par le grand magasin pour la protection humaine. La sécurité de la population a été renforcée, après quoi des installations sont mises en place pour un total de 3 000 personnes. De plus, un plafond additionnel a été construit au-dessus du magasin et le toit de l'entrepôt a été soutenu. Au cours de la guerre d'hiver, près de quatre-vingts feux de circulation et environ 100 000 personnes ont été mis à l'abri chez Stockmann. Avant la guerre, le grand magasin était ouvert jusqu'à l'aube, mais pendant la guerre, il ferme à 15 heures pour que les clients et le personnel sortent dans le noir, le plus grand danger étant le bombardement, .

#### Le bombardement d'Helsinki

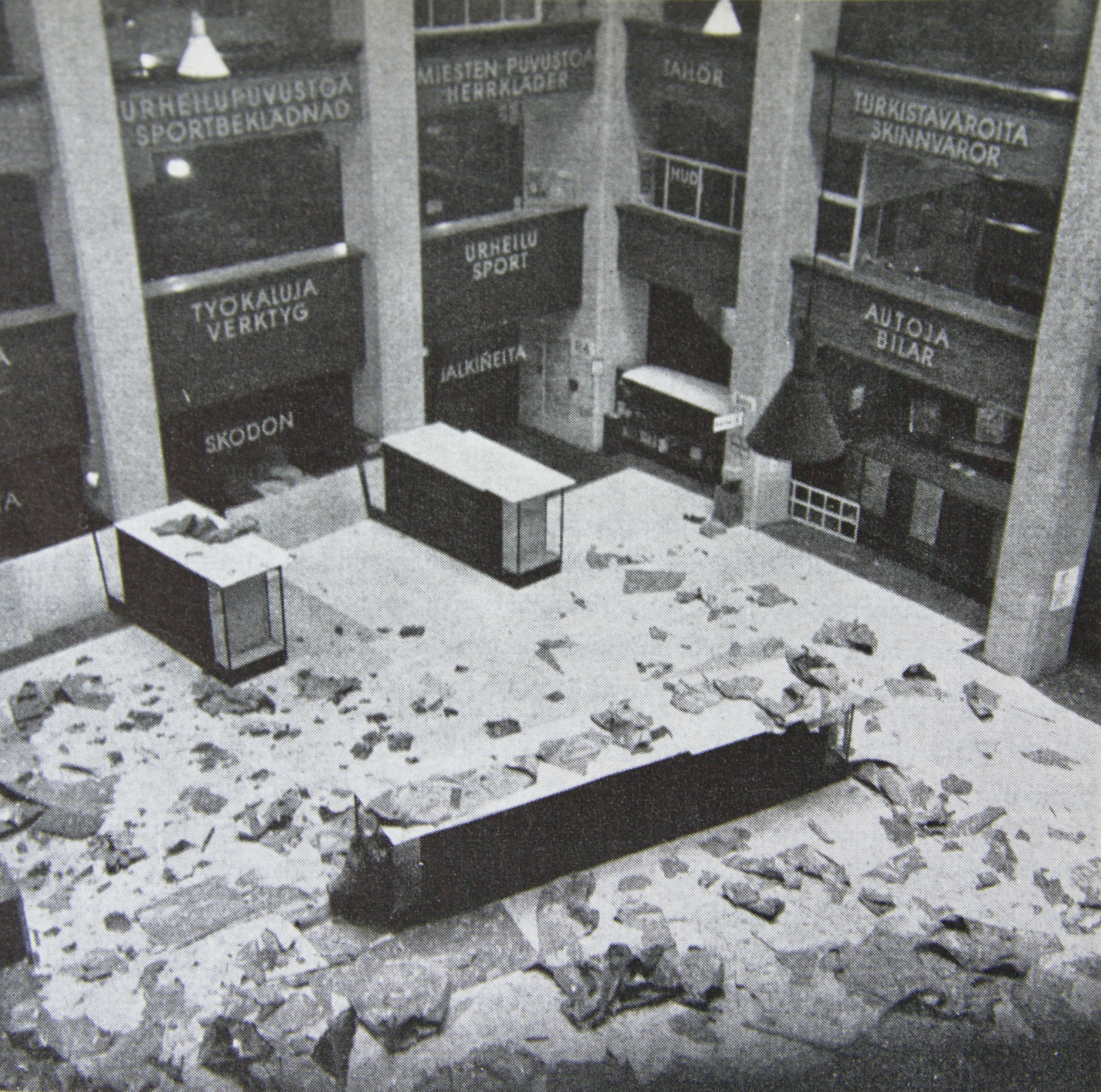
Le hall après le bombardement.

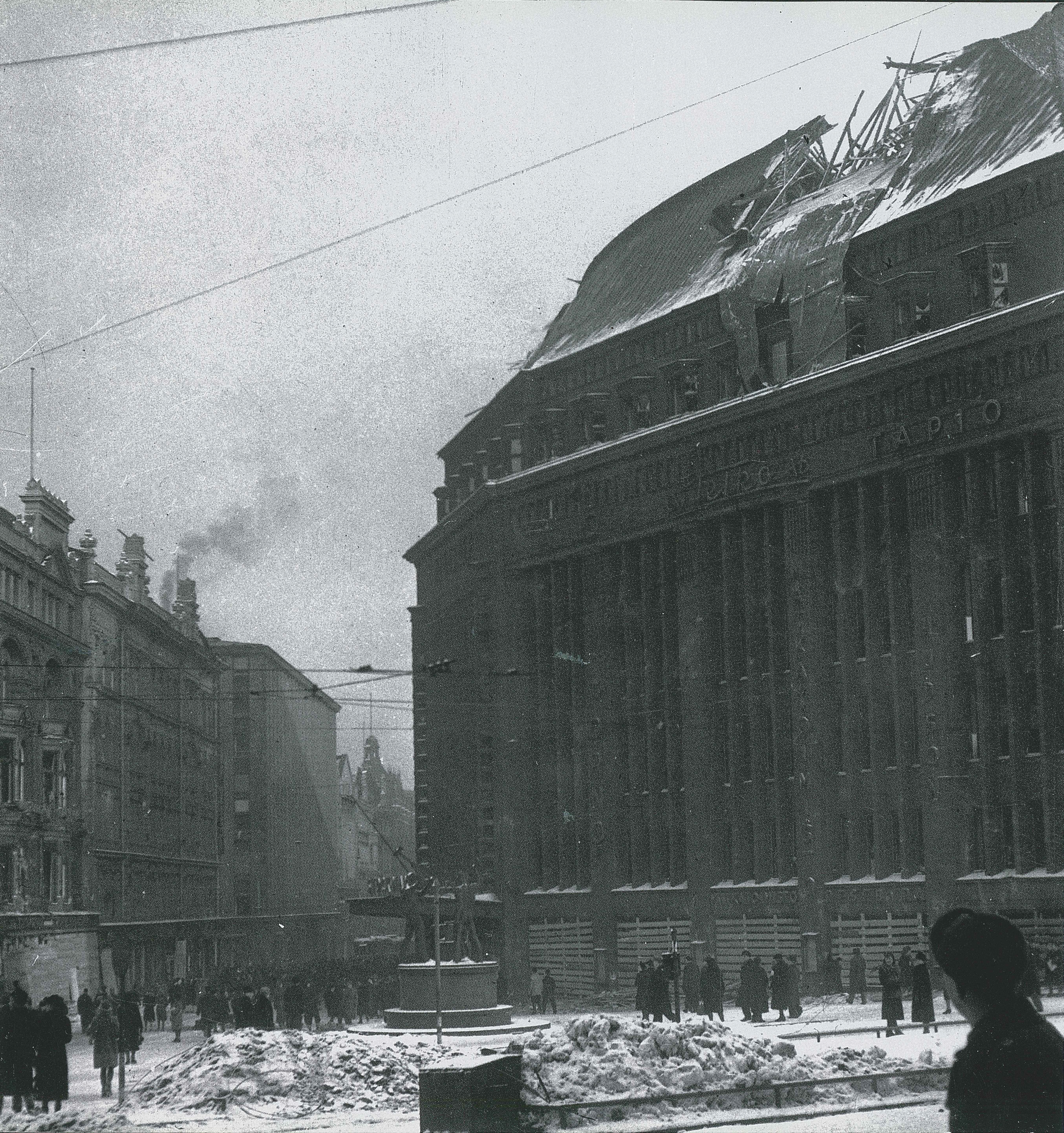
Vue extérieure du magasin après le bombardement.

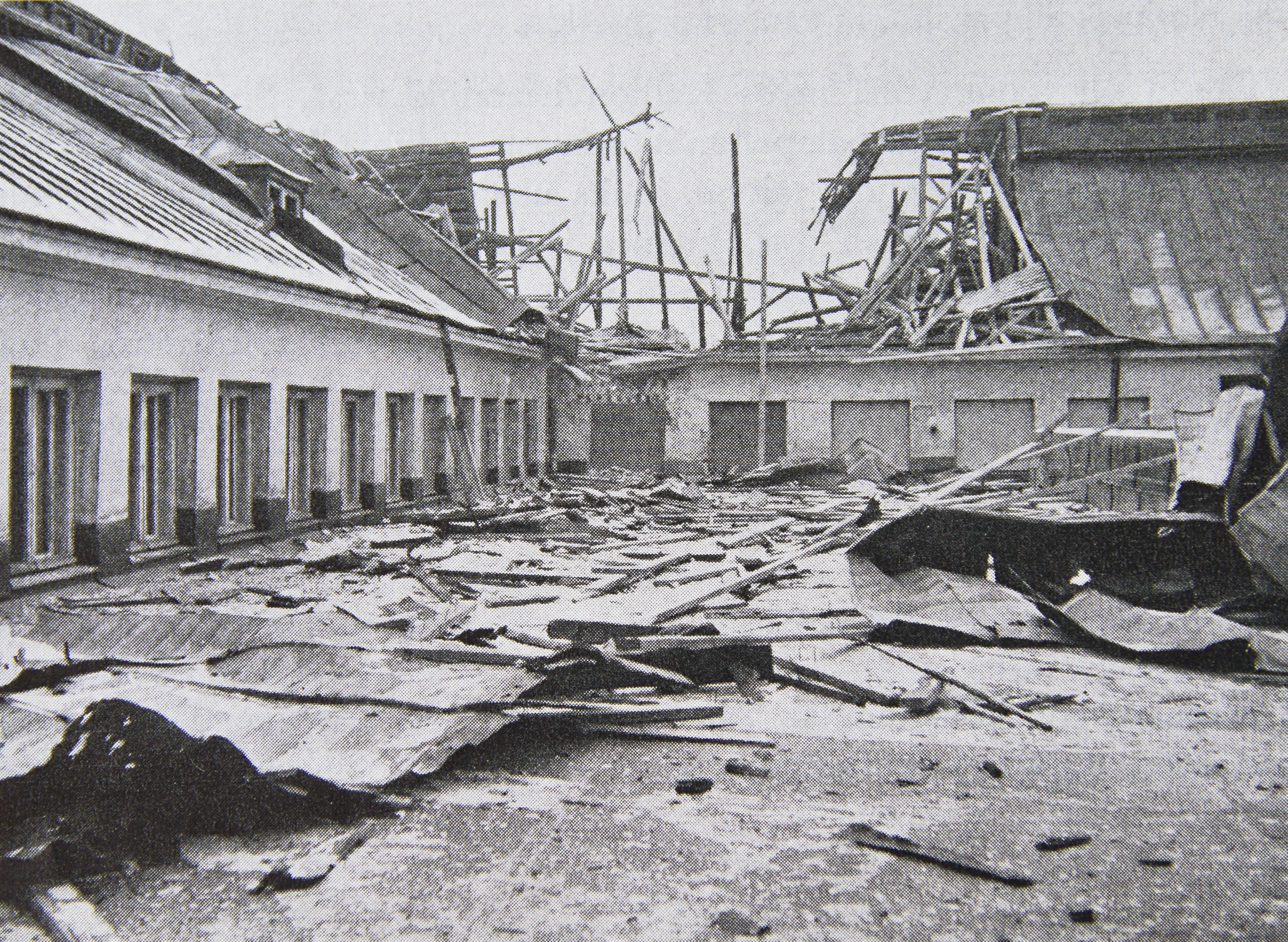
Le toit du magasin après le bombardement.

Vers la fin de la guerre de Continuation, en février 1944, l'Union Soviétique procède à des bombardements massifs à Helsinki. Au total, 16 490 bombes ont été larguées en trois nuits.
Bien que le grand magasin Stockmann soit au centre d'Helsinki, il ne subit, pour la première fois, le bombardement que le 26 février 1944, lorsque plus de 600 avions ennemis attaquent la ville. À ce moment, un total de quatre bombes frappent le bâtiment et devant la place des trois forgerons et Mannerheimintie,. L'onde de choc provoquée par le bombardement fait chuter le toit dans le grand magasin. L'explosion brise les grandes vitrines protégées par les palissades, comme toutes les autres fenêtres du grand magasin. En outre, les dégâts dans le magasin sont très importants. Les explosifs percent le magasin et déclenchent le système d'arrosage incendie, qui inonde le magasin. Les meubles en bois sont également gravement endommagés. Les vitres brisées et les grandes ouvertures dans le toit laissent rentrer le froid, les canalisations gèlent,. Le Grand magasin doit être fermé pendant une semaine, pour les opérations de déminage et, sur les portes extérieures, il a été écrit : « Fermé pour cause de verres brisés ». De la propre usine de menuiserie de Stockmann à Kerava, des hommes viennent fixer des panneaux de contreplaqué aux ouvertures de fenêtre et ils recouvrent l'énorme trou dans la verrière de la cour. Lorsque le Grand magasin est ouvert après les travaux de réparation, l'ensemble du magasin est dans l'obscurité et froid. Le Grand magasin n'a aucune lumière naturelle. En outre, pendant la guerre, l'électricité doit être économisée. Il n'y avait pas le temps de réparer les installations de chauffage,.
Après le bombardement, une évaluation complète est effectuée pour chiffrer les coûts causés par les bombardements. Il est calculé une perte totale d'environ 7,3 millions de marks finlandais, mais plus tard, les coûts sont estimés à plus de 10 millions. Au cours de la Seconde Guerre mondiale, vingt et un hommes du personnel des grands magasins ont été écrasés. En leur mémoire est affichée, dans le hall d'ascenseur au huitième étage, une plaque commémorative gravée avec le nom de chacun d'eux.

### Création d'une librairie
À la création du Grand magasin, Stockmann envisageait depuis un certain temps de vendre des livres, dans le cadre d'un programme et, en janvier 1930, il achète la librairie académique à ses trois propriétaires pour 8 millions de marks finlandais. Lors de l'acquisition, il est convenu que la librairie continuera à porter son nom. Elle est située au 7 de la rue Aleksanterinkatu, jusqu'à ce qu'elle déménage dans le grand magasin Stockmann, où elle est placée sur deux étages différents. Avec l'augmentation des ventes de livres, il est décidé, dans les années 1960, de construire un bâtiment spécifique pour la librairie, construit à la place du cinéma Kino-Palatsi, à partir de 1965. Le bâtiment est conçu par Alvar Aalto. La librairie académique est dorénavant l'une des plus grandes librairies d'Europe et propose plus de 10 millions de titres, en plus de 30 langues. À l'été 2015, à la suite de difficultés Stockman revend la librairie académique.

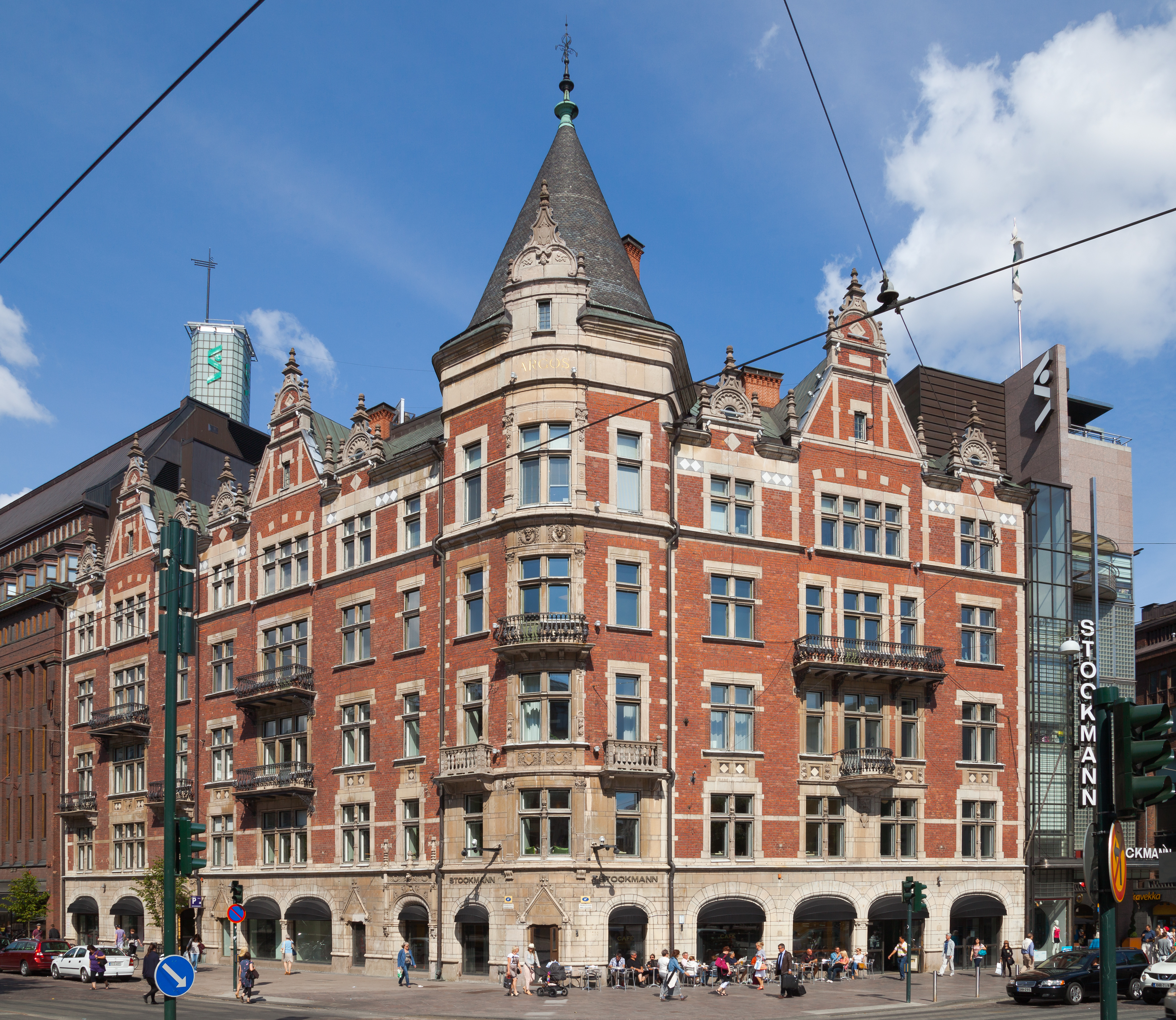
Le bâtiment Argos

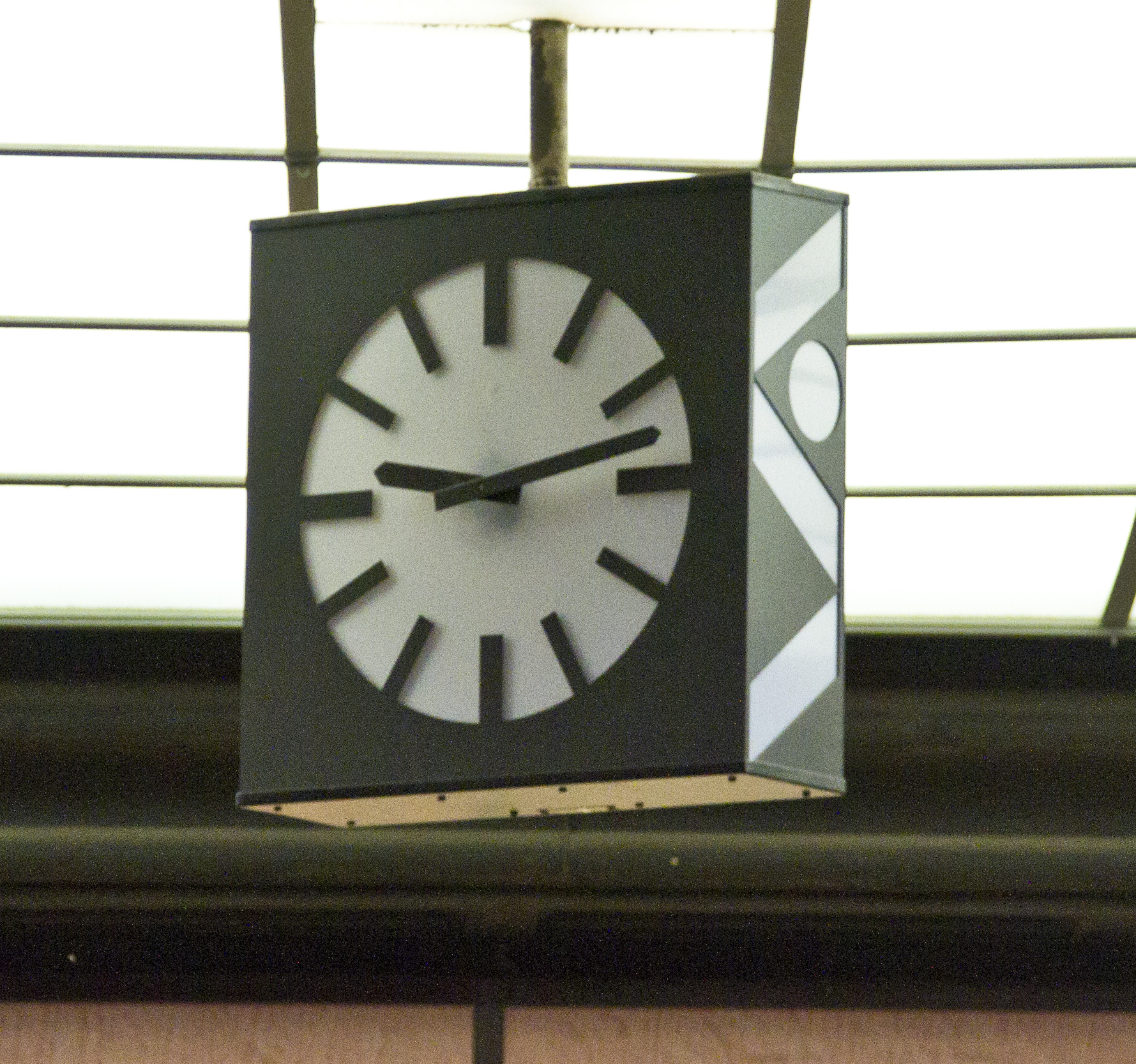
L'horloge du Grand magasin Stockmann

### Sources de la traduction
- (en)/(fi) Cet article est partiellement ou en totalité issu des articles intitulés en anglais « Stockmann, Helsinki centre » (voir la liste des auteurs) et en finnois « Stockmannin Helsingin keskustan tavaratalo » (voir la liste des auteurs).